# Fanja Sports Club
Maillots
Le Fanja Sports Club (en arabe : نادي فنجاء الرياضي), plus couramment abrégé en Fanja, est un club omani de football fondé en 1970 et basé à Fanja.

## Palmarès
| Compétitions nationales | Compétitions internationales                                   |                                                                                         |
| --- | -------------------------------------------------------------- | --------------------------------------------------------------------------------------- |
| \| - Championnat d'Oman (9) : - Champion : 1976-77, 1978-79, 1983-84, 1985-86, 1986-87, 1987-88, 1990-91, 2011-12, 2015-16. - Coupe d'Oman (9) : - Vainqueur : 1975, 1976, 1978, 1985, 1986, 1987, 1989, 1991 et 2013-14. - Finaliste : 2010 et 2018-19. \| \| - Supercoupe d'Oman (2) : - Vainqueur : 2012 et 2015. - Finaliste : 2013, 2014 et 2016. \| | - Coupe du Golfe des clubs champions (1) : - Vainqueur : 1989. |                                                                                         |
| - Championnat d'Oman (9) : - Champion : 1976-77, 1978-79, 1983-84, 1985-86, 1986-87, 1987-88, 1990-91, 2011-12, 2015-16. - Coupe d'Oman (9) : - Vainqueur : 1975, 1976, 1978, 1985, 1986, 1987, 1989, 1991 et 2013-14. - Finaliste : 2010 et 2018-19. |                                                                | - Supercoupe d'Oman (2) : - Vainqueur : 2012 et 2015. - Finaliste : 2013, 2014 et 2016. |